# Gašpar Henrik Martelanec
Gašpar Henrik Martelanec (tudi Martelanz in Martrllanz), slovenski novinar in publicist, * 5. januar 1829, Opčine, Avstro-Ogrska, 4. oktober 1884, Trst.

## Življenje in delo
Rodil se je v družini učitelja Kristjana in gospodinje Marije Maretelanec rojene Pertot. Končal je ljudsko šolo se izučil in postal stavec v tiskarni Avstrijskega Loyda v Trstu. V novinarstvu je začel delati kot sodelavec Josipa Godine pri listih Tržaški ljudomil (1866) in Pod lipo (1869). Samostojno izdajateljsko in uredniško pot je začel leta 1869, ko je dne 28. februarja začel izdajati  humoristično zasnovan mesečnik Juri s pušo. Zaradi ostre politične polemike se je decembra 1869 znašel dvakrat na zatožni klopi. Očitali so mu, da širi sovraštvo proti nemški narodnosti in da povzroča sovraštvo med Italijani in Slovenci, vendar je bil obakrat oproščen. Mesečnik Juri s pušo je dosegel naklado 3.500 izvodov. Izdajal je tudi priložnostni list Jurij s pušo na taboru; z njim je želel buditi narodno zavest in navduševati ljudi za Taborsko gibanje. Resnejšo politično zasnovo je imel politično poučni in zabavni list Jadranska zarja (1869-1870). Aprila 1870 je začel izdajati humoristično-satirični list Petelinček, vendar so izšle le tri številke. Po tem neuspehu se je usmeril v izdajanje ljudsko-humorističnih štirinajstdnevnikov v tržaškem narečju: El Zavatin de Trieste (1. junij 1872 do 12. september 1874), El Triestin (25. marec 1875 do 18. avgust 1876), L'Oca (28. avgust 1875, samo 8. številk), El Dindo (10. do 25. september 1875, s podnaslovom »list za ženske«, izšle samo 3. številke). Po mesecu dni molka je začel 31. oktobra 1875 izdajati list Sandro (1875-1887), ki ga je vodil do smrti, potem do 1887 Luigi L.V. Martellanz. List je bil ljudski, zahteval je delavske pravice, izboljšanje plač, objavljal literárne članke ter komentiral krajevne in svetovne novice. Martelančeva publicistična in izdajateljska dejavnost je bila naravnana izrazito mladoslovensko, preveval jo je ljudski humor in čut za socialno pravičnost. Zaradi preprostega in šaljivega humorja so bili njegovi listi zelo priljubljeni med tržaškimi Slovenci. Martelanec se je zavzemal za federalistično ureditev Avstrije, za program Zedinjene Slovenije, podpiral je ustanovitev slovenske gimnazije v Trstu in kritično opozarjal na napake tržaške mestne uprave. Bil je pomemben člen v vrsti tržaških publicistov, ki so ohranjali in razvijali slovensko primorsko časopisje.